# Paul Phillips
Paul Phillips (ur. 21 listopada 1955) – australijski judoka.
Brązowy medalista mistrzostw Oceanii w 1977. Mistrz Australii w 1978 i 1980 roku.